# 佐野のわたし駅
佐野のわたし駅（さののわたしえき）は、群馬県高崎市上佐野町にある、上信電鉄上信線の駅である。

## 概要
地元の要望による請願駅として設置が決定し、2014年（平成26年）2月1日 - 28日の間、群馬県内の小中学生を対象として駅名および入場門・駅名標・ホームフェンスのイラストパネルのデザインが公募された。その結果、同年5月21日に駅名およびデザインが発表され、翌22日に表彰式が実施された。駅名の由来は当駅にほど近い場所を流れる烏川にかつて渡し船があったことによる。
デザインに関しては、入場門は渡し船、駅名標は上信電鉄デキ1形電気機関車、イラストパネルは能の演目（謡曲）『鉢木』をイメージしたものがそれぞれ採用された。

## 歴史
- 2014年（平成26年）12月22日：開業[1]。なお、当初は10月開業予定であった[3][5]。

## 駅構造
単式ホーム1面1線の地上駅。ホーム上には屋根付きの待合所が設置され、駅前広場には多目的トイレ、駐輪場および送迎自動車用ロータリーが設置されている。

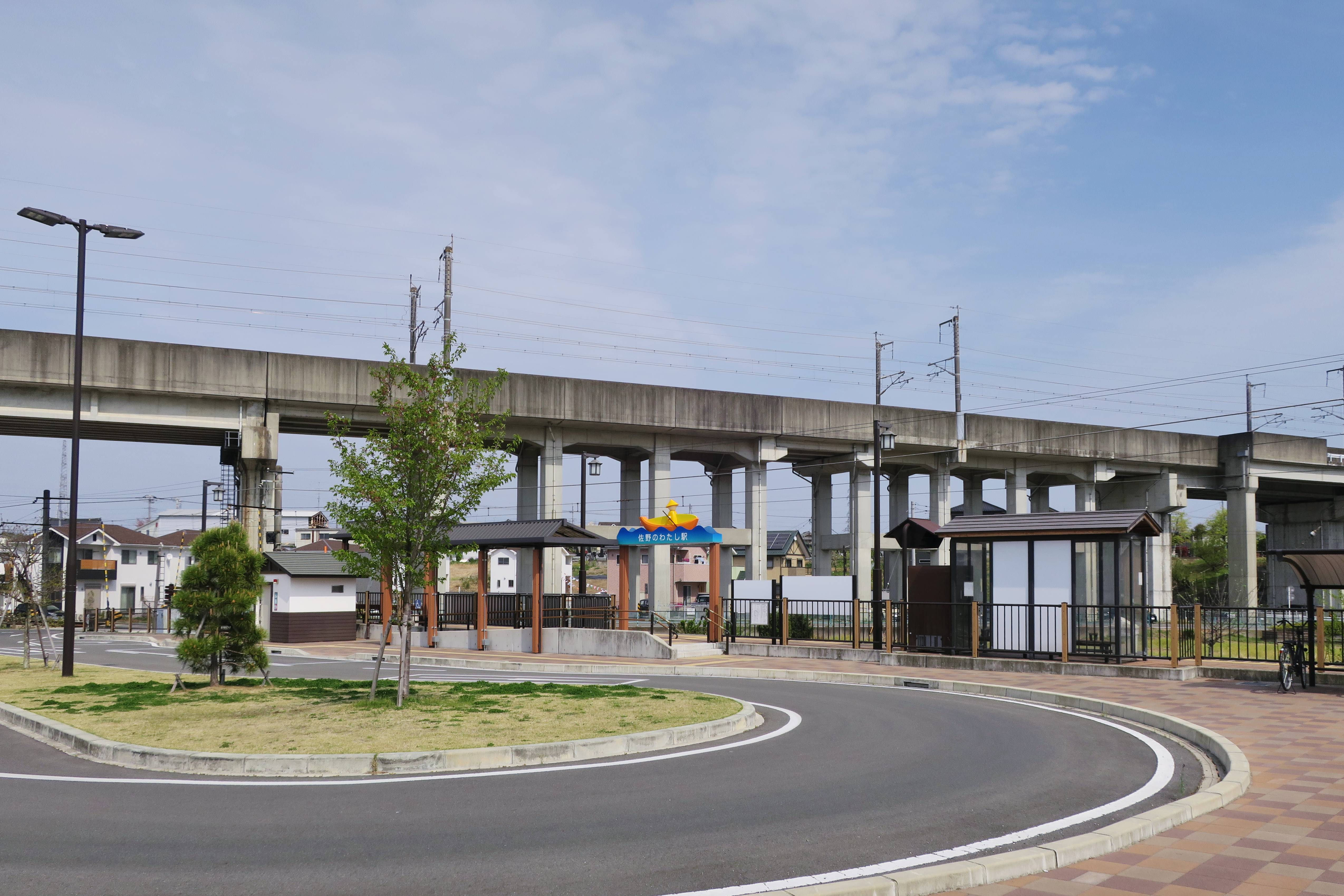
駅前ロータリー
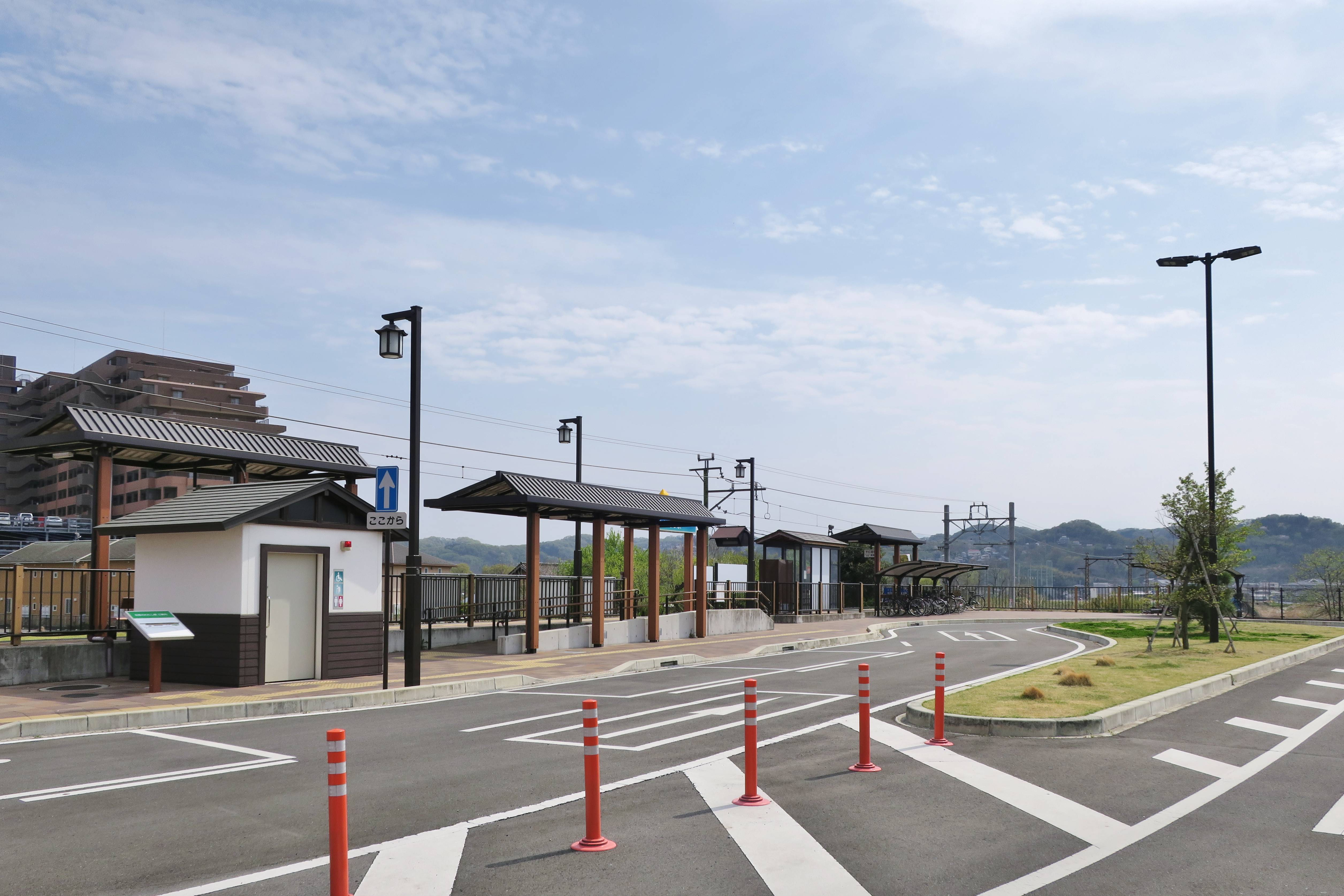
駅前ロータリー入口より （左は多目的トイレ、右奥は駐輪場）
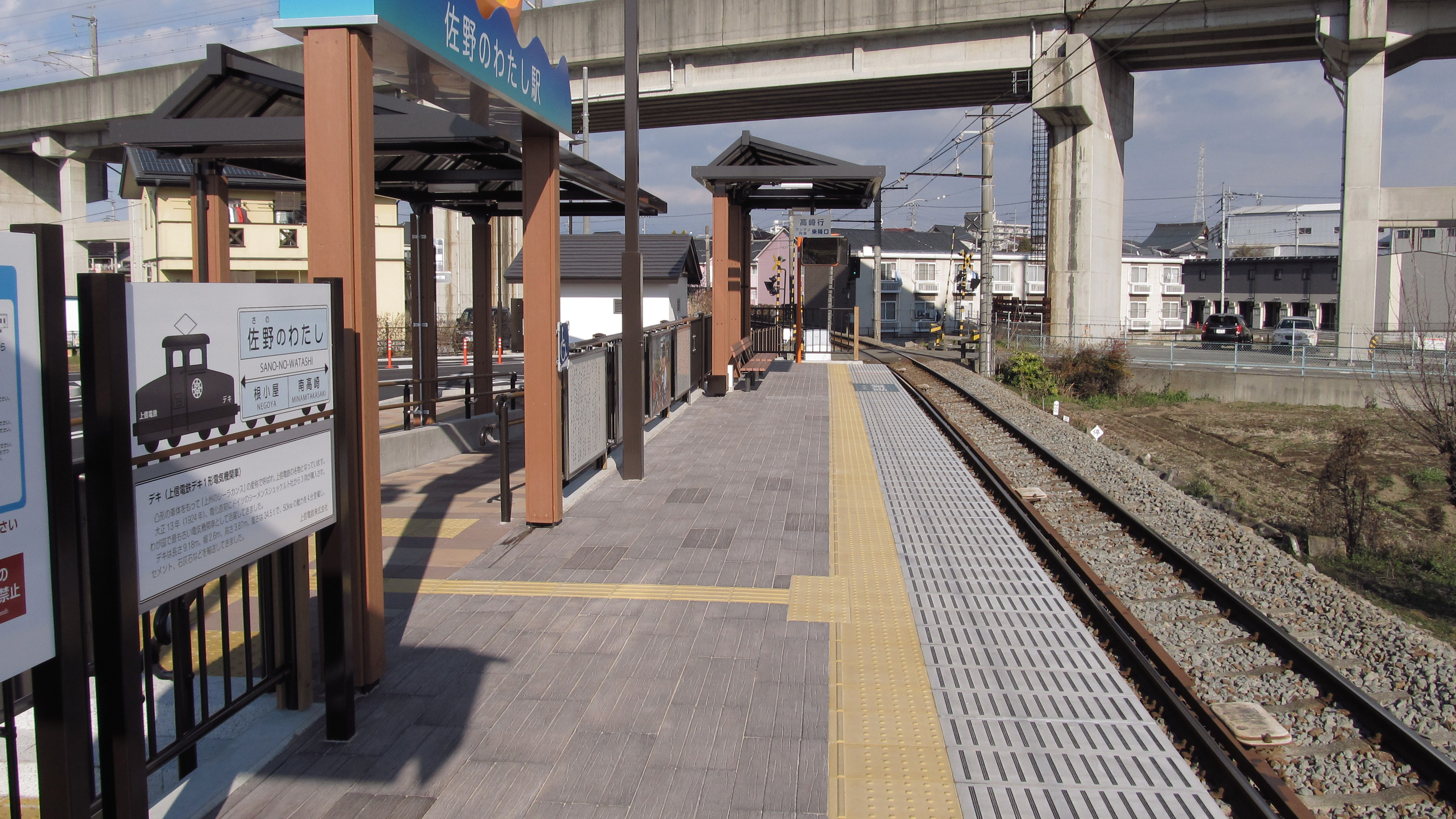
ホームより高崎方面
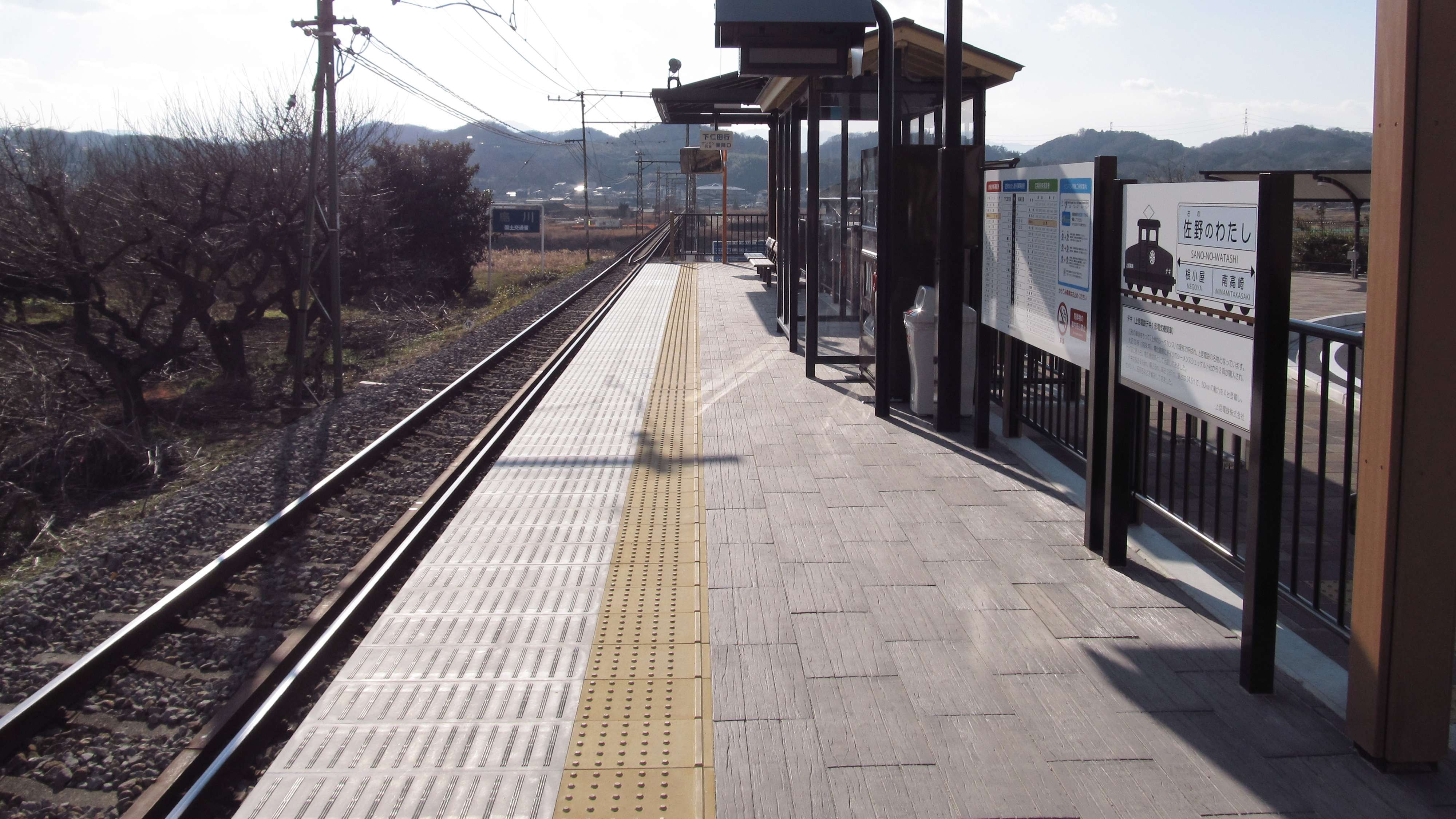
ホームより下仁田方面

## 利用状況
1日の平均乗車人員は以下の通りである。出典は高崎市統計季報より。
| 年度   | 1日平均人数 |
| ------ | ----------- |
| 2014年 | 49          |
| 2015年 | 69          |
| 2016年 | 87          |
| 2017年 | 102         |
| 2018年 | 125         |
| 2019年 | 134         |
| 2020年 | 105         |
| 2021年 | 105         |
| 2022年 | 125         |

## 駅周辺
- 烏川
- 佐野橋
- 常世神社 - 『鉢木』の佐野源左衛門常世ゆかりの神社。
- 定家神社 - 藤原定家を祀る神社。
- 漆山古墳

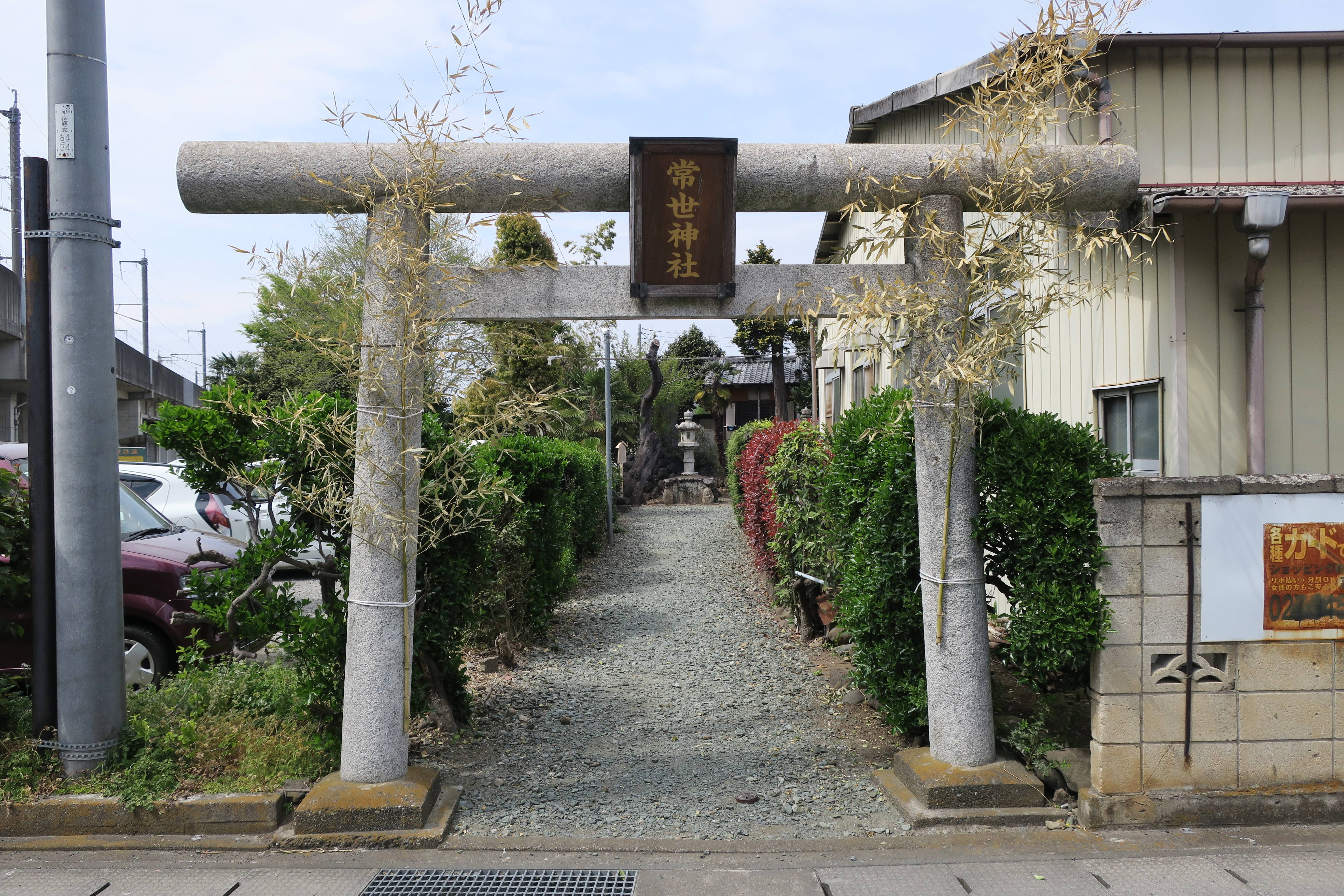
常世神社
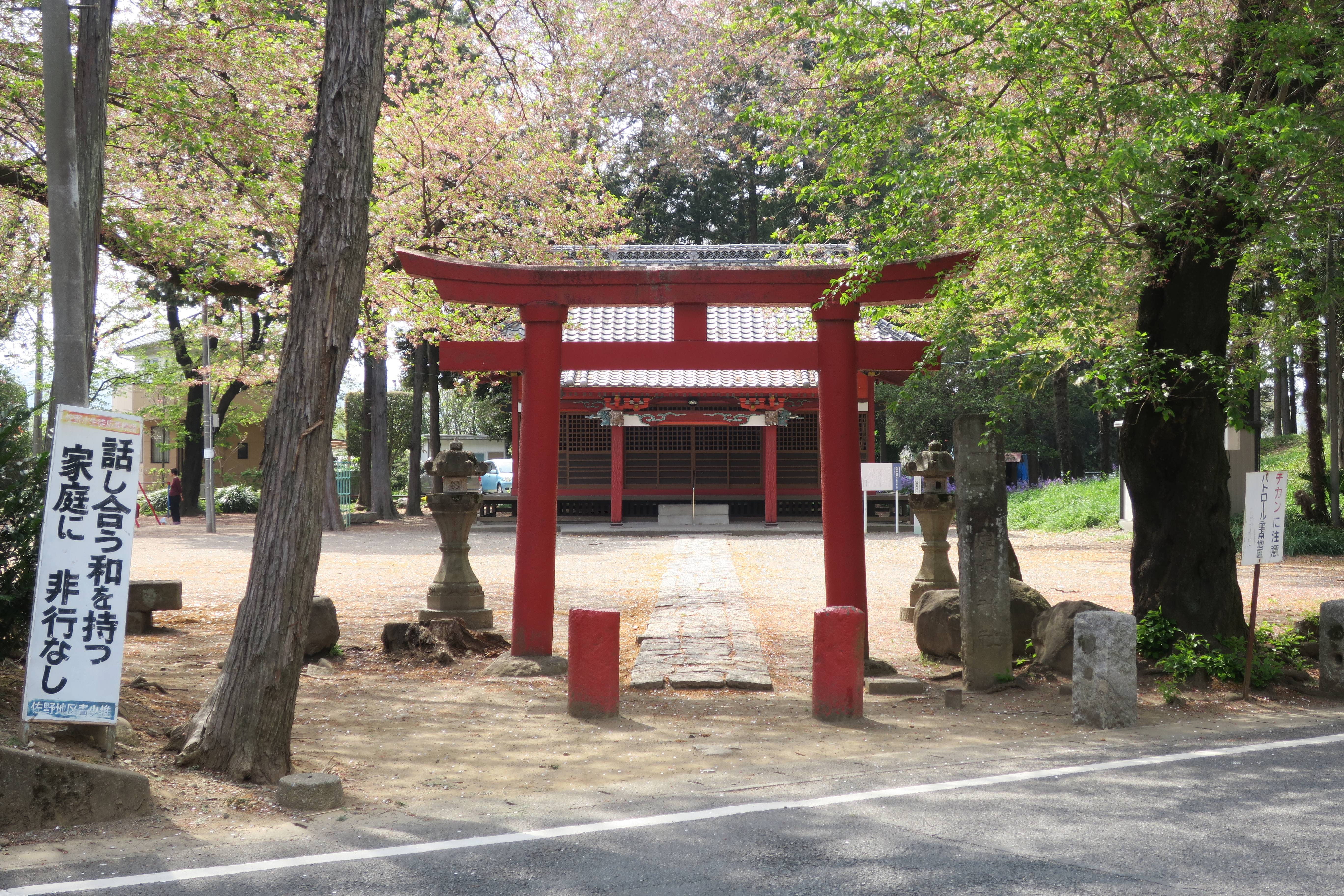
定家神社
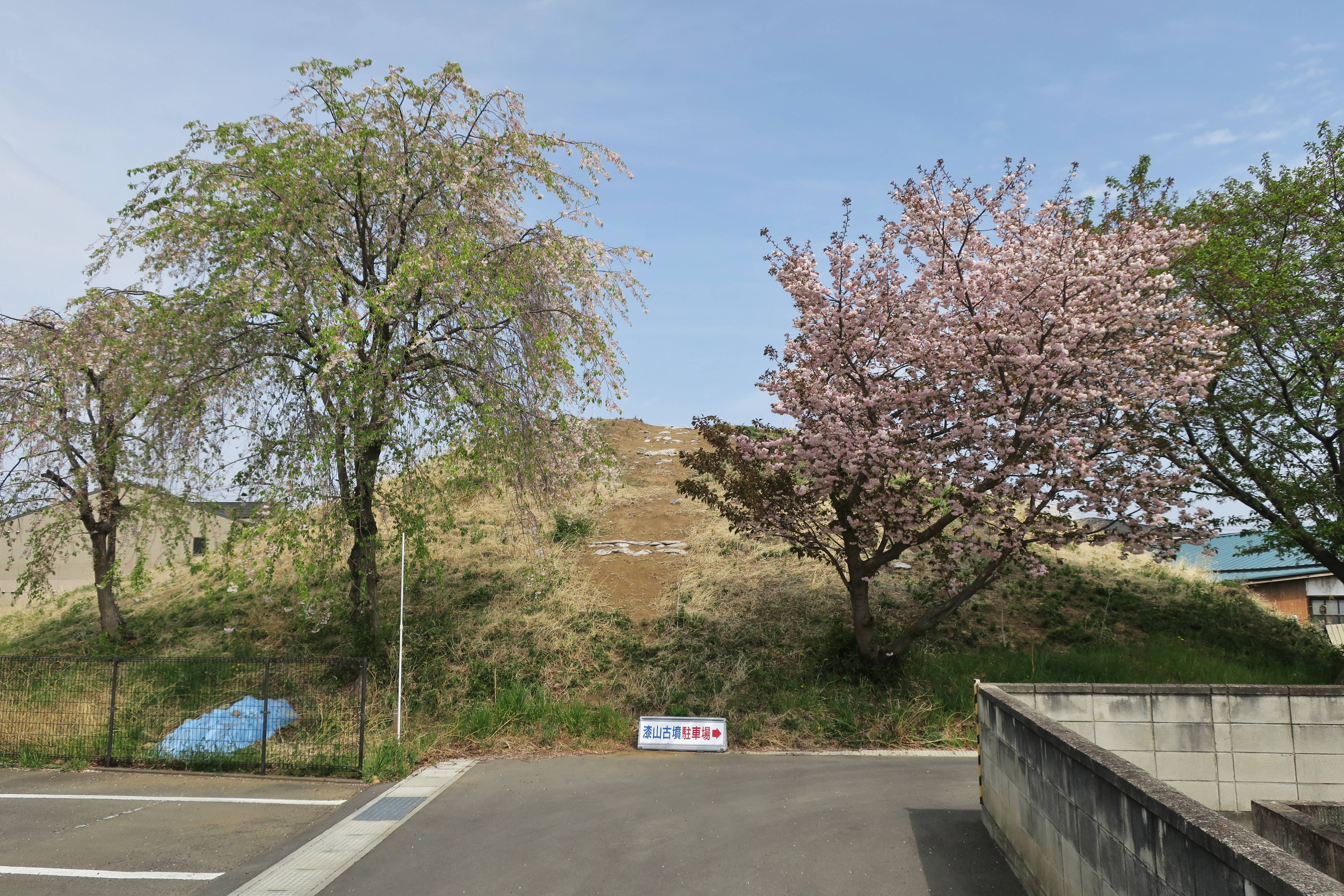
漆山古墳

## 隣の駅
上信電鉄
■上信線
南高崎駅 - （佐野信号所） - 佐野のわたし駅 - 根小屋駅